# Helena Grossmannówna
Helena Józefa Grossmannówna (ur. 22 maja 1877 w Garbach, zm. 24 czerwca 1961) – polska polityczka i działaczka społeczna, posłanka na Sejm III kadencji w II RP z ramienia Stronnictwa Narodowego.

## Życiorys
Podczas powstania wielkopolskiego kierowała sekcją oświatową Ogniska dla Żołnierza Polskiego, gdzie organizowała biblioteki i odczyty dla żołnierzy w pułkach i lazaretach. W latach 20. była przewodniczącą Narodowej Organizacji Kobiet w Poznaniu. Współpracowała z „Kurierem Poznańskim”. W 1929 weszła w skład poznańskiego zarządu stowarzyszenia „Opieka Polska nad Rodakami na Obczyźnie”. W tym samym roku kandydowała do rady miasta Poznania z ramienia Komitetu Wyborczego Narodowego Obozu Gospodarczego. 
W wyborach w 1930 została wybrana posłem na Sejm z listy nr 4 w okręgu wyborczym nr 34 (Poznań miasto). Zgłosiła przynależność do Klubu Narodowego. Jako posłanka była zwolenniczką wprowadzenia ustawowego zakazu reklamy alkoholu, picia alkoholu w miejscach publicznych, sprzedaży alkoholu dzieciom, zabiegała o umieszczanie alkoholików w ośrodkach leczniczych.  
Była członkinią komitetu wykonawczego I Krajowego Kongresu Eucharystycznego w 1930. W 1935 weszła w skład komitetu obywatelskiego przy Towarzystwie Uczestników Powstania Wielkopolskiego.
Zmarła 24 czerwca 1961. 29 czerwca została pochowana na Cmentarzu Junikowo w Poznaniu.

## Rodzina
Była córką Kazimierza Grossmanna (1844-1917), ziemianina i weterana powstania styczniowego, i Marii ze Szlagowskich (1856-1934). Miała siostrę Marię (1880-1958), doktor medycyny, radną Poznania.